# 宮國椋丞
- 宮國椋丞
- 宮国椋丞

宮國 椋丞（みやぐに りょうすけ、1992年4月17日 - ）は、石川県金沢市生まれ、沖縄県糸満市出身の元プロ野球選手（投手）。右投右打。
「國」の字は旧字体であるため、メディアによっては「宮国」と表記されることもある。

## 経歴

### プロ入り前
石川県金沢市生まれ。兄の影響で小学1年生で野球を始める。高嶺中学校時代は軟式野球部に所属。
糸満高校では沖縄県1年生大会決勝で興南高校に投げ勝ち、7年ぶりの優勝に貢献。2年春からエースとして活躍し、3年夏には県大会決勝に進むも島袋洋奨を擁する興南高校に敗れた。高校の1学年下には神里和毅がいた。
2010年10月28日のプロ野球ドラフト会議にて読売ジャイアンツから2位指名を受け、契約金6000万円、年俸600万円で入団に合意。背番号は30。糸満高校からは初のプロ野球選手誕生となった。

### 巨人時代
2011年は、イースタン・リーグで4試合に登板し、19イニングを投げて自責点0だった。シーズン後は宮崎秋季キャンプに参加し、川口和久投手総合コーチから高評価を得た。オフに、30万円増の推定年俸630万円で契約を更改した。
2012年は、春季キャンプから一軍に帯同。3月25日に行われたオークランド・アスレチックスとの親善試合では先発して5回9奪三振1失点の好投を見せ、開幕ローテーション入りを果たし、4月8日の阪神タイガース戦で一軍公式戦初登板初先発。7回を1失点に抑え、巨人では槙原寛己以来29年ぶりとなる10代での初登板初勝利を挙げた。さらに5月1日の広島東洋カープ戦ではプロ初完投・初完封勝利を記録。高卒2年目での完封は巨人では桑田真澄以来となった。しかし、5月16日のオリックス・バファローズ戦で右肩に違和感を覚え、翌日に登録抹消。二軍での調整を経て7月15日に一軍復帰。8月5日の横浜DeNAベイスターズ戦で3か月ぶりの勝利を挙げると、レギュラーシーズン終了まで先発ローテーションの一角を担った。最終的に17試合登板（16先発）、6勝2敗、防御率1.86を記録。ポストシーズンは2試合に登板し、中日ドラゴンズとのCSファイナルステージ第3戦に先発して5回3失点。北海道日本ハムファイターズとの日本シリーズでは第4戦に先発し7回3安打無失点。いずれも勝敗はつかなかった。アジアシリーズでは決勝のラミゴ戦に先発。6回1失点で勝利投手となった。オフに、970万円増の推定年俸1600万円で契約を更改した。
2013年は、WBCに出場したエース内海哲也の代役として開幕投手を務めた。20歳での開幕投手は1988年の桑田真澄以来で、7回途中3失点で勝ち星はつかず。7月25日の広島戦で2回途中8失点で降板したほか、シーズン3度の二軍降格を経験した。10月3日に右下腿内側痛が判明し、ポストシーズンの出場が絶望的となった。CSには出場せず、日本シリーズの40人枠からも外れた。レギュラーシーズン17試合に先発し、6勝7敗、防御率4.93。オフに、現状維持の推定年俸1600万円で契約を更改した。
2014年は、オープン戦から不調が続き、開幕一軍から外れる。4月と8月に1度ずついずれも横浜DeNAベイスターズ戦に先発するも2試合とも4回持たずKOされ、二軍に降格した。10月6日、広島戦で先発し7回1失点と好投、前田健太に投げ勝ちチームの最終戦でようやく初白星を挙げた。オフに、野球協約の減額制限（1億円以下は25%）いっぱいとなる400万円減の推定年俸1200万円で契約を更改した。
2015年は、先発から中継ぎに転向し、新人の戸根千明と共に、主に点差の付いた試合やスコット・マシソン、山口鉄也に繋げる役割を果たし中継ぎの一角として活躍。39試合に登板し、3勝1敗1セーブ5ホールド、防御率2.94を記録。オフに、700万円増の推定年俸1900万円で契約を更改した。
2016年は、7月29日に右肩のコンディション不良で登録抹消されたが、中継ぎとして34試合に登板し、4勝1敗6ホールド、防御率2.95を記録。オフに、800万円増の推定年俸2700万円で契約を更改した。
2017年は、開幕を二軍で迎え、4月11日に一軍に昇格。3年ぶりに先発に復帰したものの6月までに0勝7敗（1敗はリリーフでの敗北）、チームでは2005年の桑田真澄以来となる7連敗を喫するなど、17試合登板（9先発）で1勝7敗1ホールド、防御率4.74を記録。オフに、300万減の推定年俸2400万円で契約を更改した。
2018年は、中継ぎとして29試合に登板し、0勝0敗4ホールド、防御率1.97を記録。オフに、240万円増の推定年俸2640万円で契約を更改した。
2019年も全て中継ぎで28試合に登板し、0勝2敗3ホールド、防御率3.94を記録。オフに、100万円増の推定年俸2740万円で契約を更改し、背番号を58に変更した。
2020年は、21試合登板（うち1試合先発）、0勝0敗、防御率5.33だった。10月5日の阪神戦に登板するも、右肩痛を訴え、右肩のコンディション不良で翌6日に登録抹消された。その後、リハビリを重ねキャッチボールを再開していたが、11月11日に球団から、翌年の構想外であることを告げられる。巨人からは球団スタッフ入りの打診もあったが、このままでは終わりたくないという思いが強く固辞。12月2日に自由契約公示。

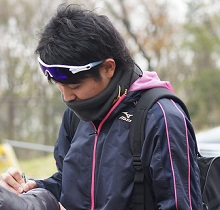
サインに応じる宮國（2012年）

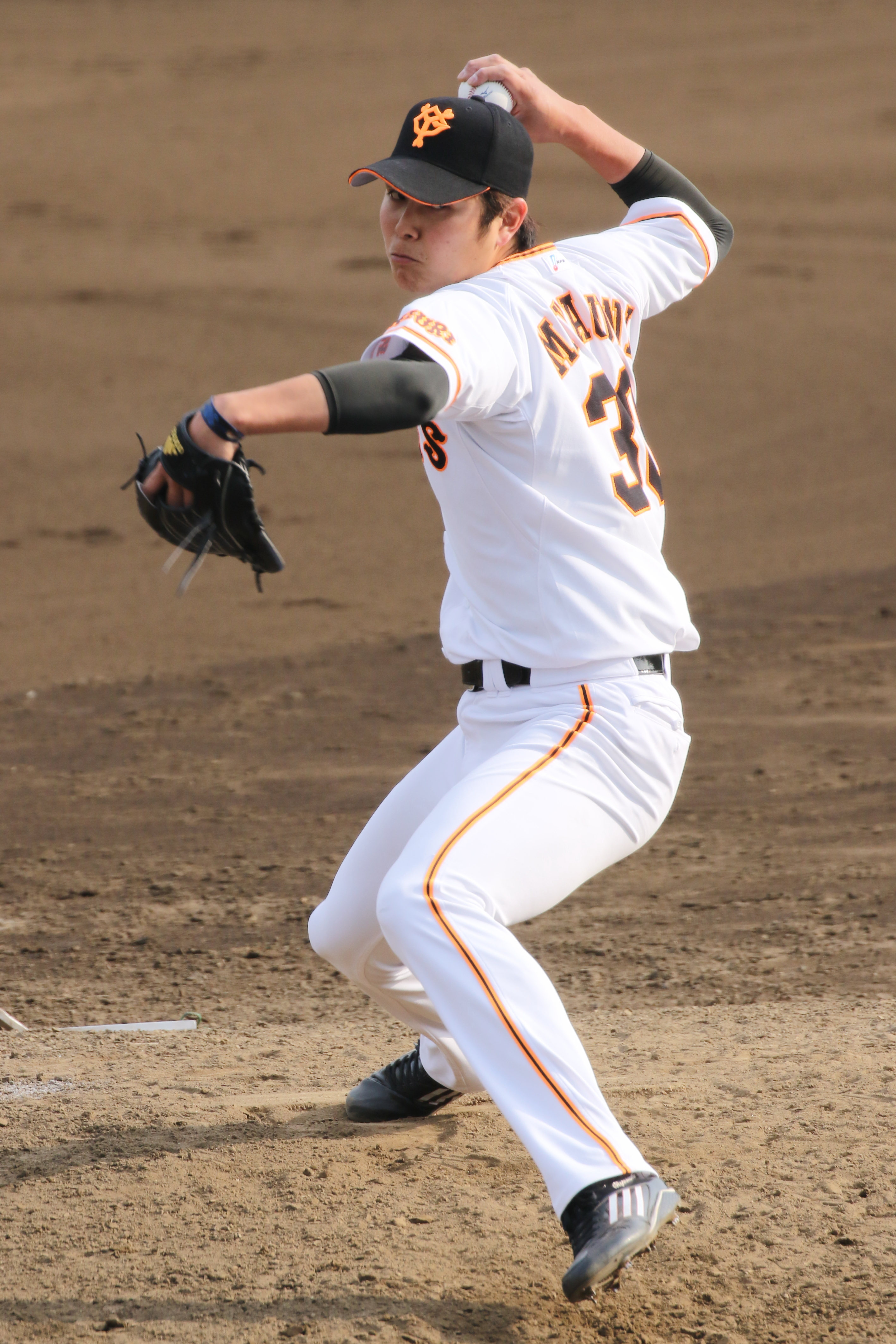
読売ジャイアンツ時代（2014年）

12月7日に12球団合同トライアウトに参加。シート打撃で小山翔平を二飛に抑え、吉川大幾からこの日最速の140km/hの直球で三振を奪うも、堀内汰門には安打を許した。トライアウトの結果をもってのNPB球団からのオファーはなかったが、現役続行を目指して渋谷区内の公園で練習したり、年末年始に故郷の沖縄で兄を相手にブルペン投球したりなど、トレーニングに取り組む。2021年1月には元同僚の内海哲也らの自主トレーニングに同行し、同月後半からは内海の元専属トレーナー・保田貴史と2人きりでのトレーニングを継続。2月からは神奈川県内で保田とともに自主キャンプを開始し、視察に訪れた巨人の元投手コーチ・小谷正勝からアドバイスを受けるなどしていた。

### DeNA時代
宮國が自主トレーニングを継続している中で、2020年末から横浜DeNAベイスターズの球団スカウトは宮國に注目しており、状態が上がってきたとの情報から、2021年3月上旬にDeNAから横須賀の二軍施設に招かれた。メディカルチェックなどで問題がなかったことからDeNAへの入団が決まり、15日に推定年俸840万円で育成選手契約を結んだ。背番号は106。
2021年8月30日、支配下選手登録されることが発表され、背番号は65となった。9月7日に出場選手登録され、同日の古巣巨人戦に先発すると、5回2失点に抑え4年ぶりの勝利を挙げた。最終的には3試合に先発登板し防御率6.19、1勝1敗という成績だった。12月2日に行われた契約更改交渉では現状維持の推定年俸840万円でサインした。
2022年からDeNAのコーチングアドバイザーに巨人時代の恩師でもある小谷正勝が就任し、キャンプから助言を受ける。開幕から二軍で3試合に登板し好投を続けた後、4月16日に一軍に合流。ロングリリーフとしての起用が続いていたが、先発投手の枠の兼ね合いで6月8日に登録抹消された。最終的に全て中継ぎで17試合の登板で2ホールド、防御率8.71という成績だったが、来季も契約を結ぶ見込みで、11月からは球団が業務提携を結ぶオーストラリアン・ベースボールリーグのキャンベラ・キャバルリーに入江大生とともに派遣される。
2023年は5月と8月に一軍選手登録され、それぞれ1度ずつ登板した。10月3日に戦力外通告を受けた。

### DeNA退団後
2024年3月16日、宅建試験への挑戦をサポートするYouTubeチャンネル「こざりえの宅建合格講座」の配信動画にて、生徒役として動画に出演することが発表された。同年10月20日に宅建試験を受け、11月26日にInstagramのストーリーズで合格を報告した。
2024年10月から放送のテレビドラマ『バントマン』の投手指導に携わり、第1話には主人公の相手投手役として出演もした。

## 選手としての特徴

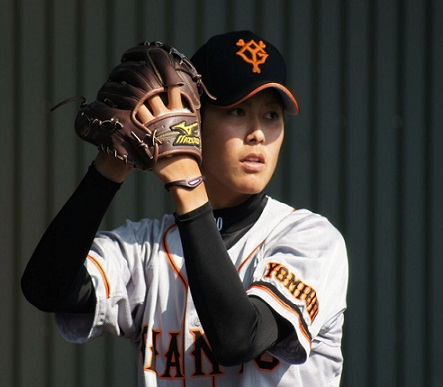
2011年

ワインドアップから長身を活かして投げるスリークォーターから繰り出すナチュラルに変化する最速150km/hのストレートに加え、スライダー、スローカーブ、フォークボールが持ち球。加えて2012年シーズン中にツーシームを習得した。打たせて取る投球スタイル。高校時代から肘のしなりや低めへの制球力に定評があり、牽制、クイック、フィールディングなど、マウンドさばきも巧み。首脳陣からの評価も高く、将来のエース候補と期待されていた。

## 人物
インタビューや囲み取材は苦手とするなどシャイな一面がある。以前は偏食家で野菜や果物はほとんど食べなかったが、球速アップを目指して2012年から食生活の改善に取り組んでいた。

## 詳細情報

### 年度別投手成績
| 年 度      | 球 団      | 登 板 | 先 発 | 完 投 | 完 封 | 無 四 球 | 勝 利 | 敗 戦 | セ 丨 ブ | ホ 丨 ル ド | 勝 率 | 打 者 | 投 球 回 | 被 安 打 | 被 本 塁 打 | 与 四 球 | 敬 遠 | 与 死 球 | 奪 三 振 | 暴 投 | ボ 丨 ク | 失 点 | 自 責 点 | 防 御 率 | W H I P |
| ---------- | ---------- | ----- | ----- | ----- | ----- | -------- | ----- | ----- | -------- | ----------- | ----- | ----- | -------- | -------- | ----------- | -------- | ----- | -------- | -------- | ----- | -------- | ----- | -------- | -------- | ------- |
| 2012       | 巨人       | 17    | 16    | 1     | 1     | 0        | 6     | 2     | 0        | 0           | .750  | 386   | 97.0     | 76       | 4           | 28       | 1     | 3        | 54       | 3     | 1        | 27    | 20       | 1.86     | 1.07    |
| 2013       | 巨人       | 17    | 17    | 0     | 0     | 0        | 6     | 7     | 0        | 0           | .462  | 401   | 87.2     | 113      | 8           | 35       | 0     | 2        | 50       | 2     | 0        | 52    | 48       | 4.93     | 1.69    |
| 2014       | 巨人       | 3     | 3     | 0     | 0     | 0        | 1     | 1     | 0        | 0           | .500  | 64    | 14.0     | 22       | 3           | 3        | 0     | 1        | 6        | 2     | 0        | 11    | 10       | 6.43     | 1.79    |
| 2015       | 巨人       | 39    | 0     | 0     | 0     | 0        | 3     | 1     | 1        | 5           | .750  | 194   | 49.0     | 38       | 4           | 15       | 1     | 0        | 28       | 3     | 0        | 17    | 16       | 2.94     | 1.08    |
| 2016       | 巨人       | 34    | 0     | 0     | 0     | 0        | 4     | 1     | 0        | 6           | .800  | 162   | 39.2     | 38       | 6           | 9        | 0     | 0        | 14       | 0     | 0        | 14    | 13       | 2.95     | 1.18    |
| 2017       | 巨人       | 17    | 9     | 0     | 0     | 0        | 1     | 7     | 0        | 1           | .125  | 246   | 57.0     | 64       | 5           | 18       | 0     | 0        | 41       | 0     | 1        | 32    | 30       | 4.74     | 1.44    |
| 2018       | 巨人       | 29    | 0     | 0     | 0     | 0        | 0     | 0     | 0        | 4           | ----  | 133   | 32.0     | 27       | 4           | 10       | 0     | 3        | 25       | 0     | 0        | 8     | 7        | 1.97     | 1.16    |
| 2019       | 巨人       | 28    | 0     | 0     | 0     | 0        | 0     | 2     | 0        | 3           | .000  | 122   | 29.2     | 26       | 2           | 9        | 0     | 1        | 21       | 1     | 0        | 16    | 13       | 3.94     | 1.21    |
| 2020       | 巨人       | 21    | 1     | 0     | 0     | 0        | 0     | 0     | 0        | 0           | ----  | 109   | 25.1     | 27       | 5           | 8        | 1     | 0        | 22       | 1     | 0        | 15    | 15       | 5.33     | 1.38    |
| 2021       | DeNA       | 3     | 3     | 0     | 0     | 0        | 1     | 1     | 0        | 0           | .500  | 68    | 16.0     | 18       | 3           | 5        | 0     | 0        | 14       | 0     | 0        | 11    | 11       | 6.19     | 1.44    |
| 2022       | DeNA       | 17    | 0     | 0     | 0     | 0        | 0     | 0     | 0        | 2           | ----  | 103   | 20.2     | 35       | 6           | 5        | 0     | 1        | 13       | 1     | 0        | 20    | 20       | 8.71     | 1.94    |
| 2023       | DeNA       | 2     | 0     | 0     | 0     | 0        | 0     | 0     | 0        | 0           | ----  | 21    | 4.0      | 7        | 1           | 1        | 0     | 0        | 3        | 0     | 0        | 4     | 3        | 6.75     | 2.00    |
| 通算：12年 | 通算：12年 | 227   | 49    | 1     | 1     | 0        | 22    | 22    | 1        | 21          | .500  | 2009  | 472.0    | 491      | 51          | 146      | 3     | 11       | 291      | 13    | 2        | 227   | 206      | 3.93     | 1.35    |

- 2023年度シーズン終了時

### 年度別守備成績
| 年 度 | 球 団 | 投手  | 投手  | 投手  | 投手  | 投手  | 投手     |
| 年 度 | 球 団 | 試 合 | 刺 殺 | 補 殺 | 失 策 | 併 殺 | 守 備 率 |
| ----- | ----- | ----- | ----- | ----- | ----- | ----- | -------- |
| 2012  | 巨人  | 17    | 10    | 13    | 2     | 1     | .920     |
| 2013  | 巨人  | 17    | 2     | 20    | 0     | 1     | 1.000    |
| 2014  | 巨人  | 3     | 0     | 0     | 1     | 0     | .000     |
| 2015  | 巨人  | 39    | 0     | 8     | 1     | 0     | .889     |
| 2016  | 巨人  | 34    | 4     | 11    | 0     | 0     | 1.000    |
| 2017  | 巨人  | 17    | 2     | 6     | 2     | 0     | .800     |
| 2018  | 巨人  | 29    | 2     | 4     | 0     | 0     | 1.000    |
| 2019  | 巨人  | 28    | 0     | 4     | 1     | 0     | .800     |
| 2020  | 巨人  | 21    | 1     | 4     | 0     | 1     | 1.000    |
| 2021  | DeNA  | 3     | 1     | 4     | 0     | 0     | 1.000    |
| 2022  | DeNA  | 17    | 0     | 8     | 0     | 0     | 1.000    |
| 2023  | DeNA  | 2     | 1     | 0     | 0     | 0     | 1.000    |
| 通算  | 通算  | 227   | 23    | 82    | 7     | 3     | .938     |

- 2023年度シーズン終了時

### 記録
初記録
投手記録
- 初登板・初先発・初勝利：2012年4月8日、対阪神タイガース3回戦（阪神甲子園球場）、7回1失点4奪三振
- 初奪三振：同上、1回裏に柴田講平から空振り三振
- 初完投勝利・初完封勝利：2012年5月1日、対広島東洋カープ4回戦（東京ドーム）、3被安打・7奪三振
- 初セーブ：2015年10月3日、対横浜DeNAベイスターズ25回戦（横浜スタジアム）、8回裏一死に5番手で救援登板、完了、1回2/3を無失点

打撃記録
- 初安打・初打点：2012年5月1日、対広島東洋カープ4回戦（東京ドーム）、3回裏に篠田純平から中前適時打

### 背番号
- 30（2011年 - 2019年）
- 58（2020年）
- 106（2021年 - 2021年8月29日）
- 65（2021年8月30日 - 2023年）

### 登場曲
- 「ハイサイ to di ウチナー -BUZZ UP MIX-」U-DOU & PLATY（2012年 - 2013年）
- 「Training Montage」Vince DiCola（2012年）
- 「島人ぬ宝」かりゆし58（2012年）
- 「Gangnam Style」PSY（2012年）
- 「全開の唄」かりゆし58（2013年）
- 「Time Of Your Life feat. Ne-Yo」Pitbull（2015年）
- 「Invincible Now feat. Nicki Minaj & Shawn Lewis」A-Roma（2016年）
- 「Blue Sky feat. Mary Jane Smith」Feenixpawl & Jason Forte（2017年 - 2018年、2021年 - ）
- 「狼煙 ～Ready To Go～」FIRE BALL（2019年 - 2020年）